# Струмок (Житомирская область)
Струмок (укр. Струмок) — село на Украине, основано в 1930 году, находится в Коростенском районе Житомирской области.
Код КОАТУУ — 1822386009. Население по переписи 2001 года составляет 39 человек. Почтовый индекс — 11571. Телефонный код — 4142. Занимает площадь 0,256 км².

## Адрес местного совета
11571, Житомирская область, Коростенский р-н, с. Ушомир, ул. Березюка, 17